# Парк палацу Гагаріної
Парк палацу Гагаріної (нині парк санаторію «Утьос») — ландшафтний парк розташований в селищі Утьос біля мису Плака (Крим), навколо Палацу княгині Гагаріної. Площа близько 5 га.
Парк один з найстаріших на Південному березі Криму. Був розбитий на початку 19 століття, щоб прикрасити маєток Кучук-Ламбат, що належав тоді губернатору Тавриди А. М. Бороздіну.
В парці нараховується близько 200 різновидів рослин. Прикрасою парку є Кипарисова алея, розташоваха на захід від палацу. Із екзотів тут представлені переважно вічнозелені рослини. Серед них переважають хвойні породи, лавр благородний, лавровишня, буксус і фотінія.